# Figyelő (hetilap, 1958–2022)
A Figyelő 1958 és 2022 között megjelent magyar gazdasági, gazdaságpolitikai hetilap. (Ezen a címen immár a negyedik.) Mióta nyomtatott formában megszűnt, online továbbra is működik a figyelo.hu oldalon.

## Története

### Előzmény
Az 1956-os forradalom leverése után, 1956 decemberében kezdeményezték egy gazdasági hetilap alapítását Molnár Viktória és Varga György közgazdászok. A Kossuth Kiadó gondozásában Gazdasági figyelő címen jelent meg az első lapszám 1957. március 7-én. Főszerkesztője Háy László volt. Utolsó száma ezen a címen 1957. december 19-én jelent meg.

### Indítása Figyelő címen
1958. január 7-től a lap Figyelő címen jelent meg, Garam József lett a főszerkesztője. A Kádár-korszakban az állampárt, az Magyar Szocialista Munkáspárt (MSZMP) Központi Bizottsága (KB) szócsöve volt, de néhány kiváltságos szerző lehetőséget kapott a saját véleményének a kifejtésére is. Bemutatta a tervgazdaság hétköznapi vonatkozásait, az új gazdasági mechanizmus bevezetésekor pedig teret adott a vitáknak. Garam József 1985-ig vezette a lapot. Az őt követő Varga György 1995 novemberében vált meg az újságtól. A főszerkesztősége idejére esett a rendszerváltáskor, 1990-ben privatizálták a lapot: a kiadó Figyelő Rt.-t a francia Eurexpansion, majd tőle 1992-ben a holland VNU kiadó vette meg. 1999-ben a Figyelő Rt. beolvadt a VNU Budapest Lapkiadó Rt.-be. 2001-ben a VNU értékesítette európai szórakoztató lapportfólióját, köztük az utóbbi részvénytársaságot is a finn SanomaWSOY médiacsoportnak, 2002-ben a VNU Budapest Lapkiadó Rt. neve Sanoma Budapest Zrt. lett.

### A rendszerváltás után
A rendszerváltás után a lap fontos gazdasági és oknyomozó újságírói fórummá vált, de a szerkesztőség és a mindenkori tulajdonosok között sok konfliktus volt emiatt. Többször változott a lap külső megjelenése is. 2006-ban Pulitzer-emlékdíjat kapott. 2008-tól egyre jobban csökkent az eladott példányszám: 2009 és 2015 között megfeleződött, 2015-ben csak átlagosan 7614 darabot adtak el belőle hetente. A tendenciát nem tudták megfordítani.
2001-ben indult el internetes változata, a FigyelőNet, ami később a rövidebb Fn.hu néven működött. 2010-ben a Sanoma Budapest Lapkiadó Rt. úgy döntött, hogy szétválasztja a nyomtatott hetilapot és az internetes szerkesztőséget, majd a nyomtatott lapot eladja, de az Fn.hu-t megtartja.  2011-től az Fn.hu-t más internetes termékeivel egyesítette, Fn24 néven a Hír24.hu domainnév alá vonta, majd a Hír24.hu-ből 2015-ben 24.hu lett.
A Figyelőt 2011 áprilisában a Sanomától az Interpress Magazint is kiadó Word Communications Kft. vásárolta meg, amely később Mediacity Magyarország Kft.-re változtatta a nevét. Az új főszerkesztő, Illisz László alig egy év után, 2012. július 1-jével távozott és később a Heti Válasz online felelős szerkesztője lett. A Figyelőt három hónapon át megbízott főszerkesztőként irányító Kamasz Melinda főszerkesztő-helyettesként folytatta pályafutását. 2012-től Lambert Gábor lett a nyomtatott hetilap főszerkesztője.

### Csatlakozás a KESMA-hoz
2015. szeptember 28-án a lapot kiadó MediaCity egy kifizetetlen tartozás miatt felszámolási eljárás került. A felszámoló döntéseként a hetilapot ismét eladták. 2016. decemberben a MediaCity-től megvette a lapot az Investender Kft. üzletviteli tanácsadó cég, amely aztán hamarosan továbbadta 240 millió forintért a Fidesz-közeli történész, a Terror Háza igazgatója, Schmidt Mária érdekeltségében álló K4A Kft.-nek. Az Orbán–Simicska-konfliktus miatt ugyanis a harmadik Orbán-kormány egy új Fidesz-közeli médiabirodalom felépítésére kényszerült, melynek a lap is része lett. A lapot
Mintegy két hónappal azután, hogy Schmidt Mária megszerezte meg a hetilap feletti rendelkezési jogot,  2017. január 26-án a Figyelő honlapján az alábbi közlemény jelent meg:
Magyarország egyik legrégebbi és legnagyobb presztízsű gazdasági hetilapja, a Figyelő erősíteni kívánja médiapiaci pozícióját. Ennek érdekében 2017. január 26-tól háromtagú szerkesztőbizottságot állít fel, amelynek feladata a lap megújítása. A szerkesztőbizottság elnöke Lánczi Tamás, tagjai L. Simon László és Tallai Gábor. A bizottság értékeli a lap piaci helyzetét, javaslatokat dolgoz ki a nyomtatott és online verzió intellektuális, szerkezeti és vizuális megújítására, valamint felel az átalakítás sikeres megvalósításáért.
2017. február 1-jén Lambert Gábor, a lap addigi főszerkesztője lemondott és távozott a laptól. Lánczi Tamás, az új főszerkesztő egy sajtónyilatkozatában elmondta, hogy a munkatársak mintegy fele cserélődött ki február elejétől. A tulajdonos- és irányváltás óta tovább csökkent a lap értékesítése.
Ezen időszakban több olyan aktuálpolitikai tárgyú cikk is megjelent a hetilapban, amely sok bírálatot váltott ki. A hetilap 2018 áprilisában közölt egy listát, amelyben állítólag Soros Györgyhöz köthető személyeket soroltak fel, akiket az Orbán Viktor által korábban említett "Soros-zsoldosokként" neveztek meg. A listával szemben többen sajtóetikai és tartalmi kifogásokat emeltek, például mivel már elhunyt személyek is szerepeltek rajta, illetve civil szereplőket (köztük jogvédőket illetve CEU-oktatókat) is nevesített. Egyesek tiltakozásul maguk kérték nevük felvételét erre a lisitára, amit a Figyelő meg is tett. 2018 júniusában újabb listát állítottak össze amelyben olyan kutatókat nevesítettek, akiket véleményük szerint „leginkább a liberális világszemlélet narratívája alapján, a szexuális kisebbségek társadalmi helyzete, a gendertudomány és a befogadás foglalkoztatja”. Az ellenzéki sajtóban megjelent vélemények szerint ez a lista az MTA és az ITM közti politikai vita része, illetve politikai tematizáló célzattal készült.
A Válaszonline.hu szerint Schmidt korábban szerette volna elkerülni a KESMA-hoz való csatlakozást, majd igyekezett megőrizni a lap feletti befolyását, ezért ellentétbe kerültek Liszkay Gáborral. A konfliktusok, és a csökkenő eladási számok vezethettek 2019 márciusában a főszerkesztői személycseréhez. A hetilapot a későbbiekben gazdasági újságként szerkesztik.
A Figyelő utolsó nyomtatott kiadása 2022. június 30-án jelent meg, a Világgazdaság napilappal együtt. Az online verzió folytatja működését.
2023 május 1-én Szajlai Csaba, a Világgazdaság.hu és a Figyelő.hu főszerkesztő-helyettese lett a Mediaworks gazdasági divíziójának vezetője. A Világgazdaság.hu, a Figyelő.hu főszerkesztői feladatai mellett (amelyet 2022. június 30-tól lát el) vezetése alá tartozik a Magyar Nemzet gazdasági rovata és a napilap online felületének a gazdasági tartalma is.

## Főszerkesztői
- 1957: Háy László
- 1958–1985: Garam József
- 1985–1995: Varga György
- 1995–1997: Krecz Tibor
- 1998–2003: Merényi Miklós
- 2003–2008: Martin József Péter[24][25]
- 2008–2009: Simon Ernő (megbízott)
- 2009: Krecz Tibor[26]
- 2009–2012: Simon Ernő[27]
- 2011–2012: Illisz László[28]
- 2012: Kamasz Melinda (megbízott)
- 2012–2017: Lambert Gábor
- 2017–2019 : Lánczi Tamás
- 2019–2023: Deák Bálint[22]
- 2023–: Szajlai Csaba

### Híres munkatársai
- Gömöri Endre

## A szerkesztőség 2017. február 1-je előtt
- Főszerkesztő: Lambert Gábor[29]
- Főszerkesztő-helyettes: Kamasz Melinda
- Olvasószerkesztő: Friedrich Csaba

Rovatvezetők:
- Brückner Gergely (Pénz—piac)
- Kovács Ágnes Lilla (Társadalom és Trend, Profil)
- Dózsa György (Gazdaság és Politika, Sarokszámok)
- Halaska Gábor (Feltörekvők, Infotech)
- Váczi István (Cégvilág)

Munkatársak:
- Jandó Zoltán
- Szirmai S. Péter

Külső munkatársak:
- Cseke Hajnalka
- Gyévai Zoltán (Brüsszel)
- Baka F. Zoltán
- Izsák Norbert
- Bucsky Péter

Képszerkesztők:
- Bánkuti András
- Somogyi Nóra

Vezető tervezőszerkesztő:
Babay Zsolt
Tervezőszerkesztők:
- Hajnal Anna
- Soproni Béla
- Vass Nóra

Korrektor:
- Zsámboki Péter

Szerkesztőségi titkár:
- Marosvölgyi Viktória

Figyelő Trend főszerkesztő:
- Kamasz Melinda

## A szerkesztőség 2017. február 1-je után
- főszerkesztő: Lánczi Tamás[29]
- főszerkesztő-helyettes: Kamasz Melinda, Szajlai Csaba
- értékesítési és marketing igazgató: Koháry András
- főmunkatárs: Deák Dániel

Rovatvezetők:
- Devecsai János (Való Világ)
- Ditzendy Attila (Kultúra)
- Dózsa György (Külföld)
- Halaska Gábor (Skynet)
- Lengyel Gabriella (Társadalom, Sport)
- Moszkovits János (Szomszédolás)
- Pindroch Tamás (Belföld)

Képszerkesztők:
- Somogyi Nóra
- Wanger Alexandra

Vezető tervezőszerkesztő:
- Babay Zsolt

Tervezőszerkesztők:
- Leszt Katalin
- Soproni Béla

Korrektor:
- Baross Gábor

Szerkesztőségi titkár:
- Marosvölgyi Viktória

Figyelő Trend főszerkesztő: 
- Kamasz Melinda

### A szerkesztőség 2019-től
Lánczi Tamás távozása után a szerkesztőség sok változáson ment át, amelyek közül a legkomolyabb a nyomtatott lap megszűnésekor következett be. A Figyelő brandet ezt követően az online változat, illetve a kiadványok és rendezvények őrzik.